# تپه سرآب خوزه
تپه سرآب خوزه مربوط به سده‌های اولیه دوران‌های تاریخی پس از اسلام است و در شهرستان کرمانشاه، بخش مرکزی، دهستان میان دربند، ۲ کیلومتری جنوب شرق روستای سرآب شله واقع شده و این اثر در تاریخ ۱۵ دی ۱۳۸۷ با شمارهٔ ثبت ۲۴۱۰۸ به‌عنوان یکی از آثار ملی ایران به ثبت رسیده است.